# 北信越チャレンジリーグ
北信越チャレンジリーグ（ほくしんえつチャレンジリーグ）は、毎年秋に北信越地方で行われる日本の社会人サッカーの大会であり、北信越地方5県の都道府県リーグ1部から翌年の北信越フットボールリーグ2部への昇格決定戦である。

## 大会概要
北信越地方5県の社会人サッカー1部リーグ（新潟、富山、石川、福井、長野）の各1位チームが参加して地域優勝を争う「北信越サッカー県リーグ決勝大会」を前身として、2005年度に創設された。このため、大会の回数は県リーグ決勝大会のものを引き継いでいる。

### 参加チーム
北信越地方5県の社会人1部リーグの各1位チーム、計5チームが出場する。
2013年度から2015年度までは、各1部リーグ2位のチームが参加する北信越サッカーチャレンジトーナメント（前年までの北信越日本海リーグ）の優勝チームが、ワイルドカードとして出場資格を得られるようになり、出場は6チームとなっていた。

### 大会方式
全5チームの総当たり戦を行う。試合会場は参加チームの持ち回りで開催され、1チーム4試合のうち2試合がホームゲームとなるよう調整される。1位・2位のチームは北信越フットボールリーグ2部に自動昇格となる。2008年度までは2位チームと北信越2部7位のチームとの入替戦が行われていた。

## 歴代結果
| 回 | 年度 | 優勝                           | 優勝        | 準優勝           | 準優勝       | 入替戦結果                               |
| -- | ---- | ------------------------------ | ----------- | ---------------- | ------------ | ---------------------------------------- |
| 28 | 2005 | 丸岡フェニックスサッカークラブ | （福井1位） | LionPower小松    | （石川1位）  | ジョカトーレ高岡に3-0で勝利し昇格        |
| 29 | 2006 | CUPS NIIGATA                   | （新潟1位） | 大原学園JaSRA SC | （長野1位）  | LionPower小松に2試合合計5-0で勝利し昇格  |
| 30 | 2007 | 日精樹脂工業サッカー部         | （長野1位） | 新潟医療福祉大学 | （大学連盟） | テイヘンズFCに2試合合計3-2で勝利し昇格   |
| 31 | 2008 | テイヘンズFC                   | （石川1位） | 福井KSC          | （福井1位）  | 丸岡フェニックスに2試合合計2-3で敗れ残留 |

* 2013 - 2015年の「WC」は、北信越サッカーチャレンジトーナメント優勝により各県2位から出場権を得たワイルドカードを示す。
| 回 | 年度 | 優勝                   | 優勝 | 準優勝                 | 準優勝 | 3位                  | 3位  | 4位                  | 4位  | 5位                  | 5位      | 6位                | 6位  |
| -- | ---- | ---------------------- | ---- | ---------------------- | ------ | -------------------- | ---- | -------------------- | ---- | -------------------- | -------- | ------------------ | ---- |
| 32 | 2009 | 福井KSC                | 福井 | ARTISTA東部            | 長野   | 富山新庄クラブ       | 富山 | 長岡ビルボードFC     | 新潟 | 大徳PELADA FC        | 石川     |                    |      |
| 33 | 2010 | 富山新庄クラブ         | 富山 | ASジャミネイロ         | 新潟   | LionPower小松        | 石川 | FCアビエス           | 長野 | 奥越FC               | 福井     |                    |      |
| 34 | 2011 | 奥越FC                 | 福井 | 長岡ビルボードFC       | 新潟   | VIENTO               | 富山 | FCアビエス           | 長野 | LionPower小松        | 石川     |                    |      |
| 35 | 2012 | FCアビエス             | 長野 | ASジャミネイロ         | 新潟   | LionPower小松        | 石川 | 富山フェニックスFC   | 富山 | パナソニック福井FC   | 福井     |                    |      |
| 36 | 2013 | 奥越FC                 | 福井 | 北陸大学フューチャーズ | 石川   | F.C.中野エスペランサ | 長野 | 新潟医療福祉大学FC   | 新潟 | ジョカトーレ高岡     | 富山     | Libertad fc        | WC   |
| 37 | 2014 | F.C.中野エスペランサ   | 長野 | 福井KSC                | 福井   | CUPS聖籠             | 新潟 | 富山フェニックスFC   | 富山 | 新潟医療福祉大学FC   | WC       | LionPower小松      | 石川 |
| 38 | 2015 | 北陸大学フューチャーズ | 石川 | CUPS聖籠               | 新潟   | リヴェリオ千曲FC     | WC   | アルティスタグランデ | 長野 | ジョカトーレ高岡     | 富山     | 清水サッカークラブ | 福井 |
| 39 | 2016 | '05加茂FC              | 新潟 | アルティスタグランデ   | 長野   | 福井KSC              | 福井 | 富山フェニックスFC   | 富山 | LionPower小松        | 石川     |                    |      |
| 40 | 2017 | 奥越FC                 | 福井 | 長岡ビルボードFC       | 新潟   | リベルタス千曲FC     | 長野 | ジョカトーレ高岡     | 富山 | FC.TON               | 石川     |                    |      |
| 41 | 2018 | 新潟医療福祉大学FC     | 新潟 | FC.マツセロナ          | 長野   | テイヘンズFC         | 石川 | ヴァリエンテ富山     | 富山 | あわらサッカークラブ | 福井     |                    |      |
| 42 | 2019 | Estilo                 | 新潟 | リベルタス千曲FC       | 長野   | 福井工業大学FC       | 福井 | UOZU FC JUPITER      | 富山 | テイヘンズFC         | 石川     |                    |      |
| 43 | 2020 | SR Komatsu             | 石川 | ASジャミネイロ         | 新潟   | FCアビエス           | 長野 | UOZU FC JUPITER      | 富山 | （なし）             | （なし） |                    |      |
| 44 | 2021 | グランセナ新潟FC       | 新潟 | エヌスタイル           | 富山   | アザリー飯田         | 長野 | テイヘンズFC         | 石川 | 大野FC               | 福井     |                    |      |
| 45 | 2022 | アザリー飯田           | 長野 | ASジャミネイロ         | 新潟   | 大野FC               | 福井 | Libertad FC          | 富山 | LionPower小松        | 石川     |                    |      |
| 46 | 2023 | NUHW FC                | 新潟 | LionPower小松          | 石川   | ヴァリエンテ富山     | 富山 | 大野FC               | 福井 | F.C.中野エスペランサ | 長野     |                    |      |
| 47 | 2024 | 金沢学院大学FC         | 石川 | FCアビエス             | 長野   | JOGANJI富山          | 富山 | ASジャミネイロ       | 新潟 | 大野FC               | 福井     |                    |      |